# Красное Иваньково
Красное Иваньково — деревня в Бежаницком районе Псковской области. Входит в состав сельского поселения муниципальное образование «Пореченское».
Расположена в 5 км к западу от райцентра, посёлка Бежаницы, и в 0,5 км к северу от волостного центра, деревни Махново.

## Население
Численность населения по оценке на 2000 год составляла 52 жителя.

## История
До 3 июня 2010 года деревня была частью ныне упразднённой Махновской волости.